# Lauren Macuga
Lauren Macuga (ur. 4 lipca 2002 w Park City) – amerykańska narciarka alpejska, brązowa medalistka mistrzostw świata seniorów i juniorów.

## Kariera
Po raz pierwszy na arenie międzynarodowej pojawiła się 15 grudnia 2018 roku w ośrodku narciarskim Snow King Mountain Resort, gdzie zajęła drugie miejsce w slalomie. W 2022 roku wystartowała na mistrzostwach świata juniorów w Panoramie, zdobywając brązowy medal w zjeździe. Brała też udział w rozgrywanych rok później mistrzostwach świata juniorów w Sankt Anton, zajmując szóste miejsce w supergigancie i dziesiąte w zjeździe.
W zawodach Pucharu Świata zadebiutowała 3 grudnia 2021 roku w Lake Louise, gdzie zajęła 49. miejsce w zjeździe. Pierwsze pucharowe punkty zdobyła 16 grudnia 2022 roku w Sankt Moritz, kończąc rywalizację w tej samej konkurencji na 30. miejscu. Na podium zawodów tego cyklu pierwszy raz stanęła 12 stycznia 2025 roku w Altenmarkt-Zauchensee, wygrywając supergiganta. W zawodach tych wyprzedziła Austriaczkę Stephanie Venier i Włoszkę Federicę Brignone.
Na mistrzostwach świata w Saalbach w 2025 roku zdobyła brązowy medal w supergigancie. Wyprzedziły ją jedynie Stephanie Venier i Federica Brignone.

## Osiągnięcia

### Mistrzostwa świata
| Miejsce | Dzień     | Rok  | Miejscowość | Konkurencja          | Czas biegu | Strata | Zwyciężczyni        |
| ------- | --------- | ---- | ----------- | -------------------- | ---------- | ------ | ------------------- |
| 3.      | 6 lutego  | 2025 | Saalbach    | Supergigant          | 1:20,47    | +0,24  | Stephanie Venier    |
| 5.      | 6 lutego  | 2025 | Saalbach    | Zjazd                | 1:41,29    | +0,38  | Breezy Johnson      |
| 4.      | 11 lutego | 2025 | Saalbach    | Kombinacja drużynowa | 2:40,89    | +0,64  | Stany Zjednoczone 1 |

### Mistrzostwa świata juniorów
| Miejsce | Dzień       | Rok  | Miejscowość | Konkurencja | Czas biegu | Strata | Zwyciężczyni    |
| ------- | ----------- | ---- | ----------- | ----------- | ---------- | ------ | --------------- |
| 3.      | 3 marca     | 2022 | Panorama    | Zjazd       | 1:28,33    | +0,25  | Magdalena Egger |
| 12.     | 5 marca     | 2022 | Panorama    | Supergigant | 1:08,34    | +1,54  | Magdalena Egger |
| DNF2    | 6 marca     | 2022 | Panorama    | Kombinacja  | 2:03,73    | -      | Marie Lamure    |
| 29.     | 9 marca     | 2022 | Panorama    | Gigant      | 2:31,02    | +5,02  | Magdalena Egger |
| 10.     | 19 stycznia | 2023 | Sankt Anton | Zjazd       | 57,51      | +1,07  | Stefanie Grob   |
| 6.      | 20 stycznia | 2023 | Sankt Anton | Supergigant | 1:01,64    | +1,38  | Lara Colturi    |

### Puchar Świata

#### Miejsca w klasyfikacji generalnej
- sezon 2022/2023: 122.
- sezon 2023/2024: 43.
- sezon 2024/2025: 17.

#### Miejsca na podium w zawodach
1. Altenmarkt-Zauchensee − 12 stycznia 2025 (supergigant) – 1. miejsce
2. Kvitfjell – 1 marca 2025 (zjazd) – 2. miejsce